# Davy Jones (légende)

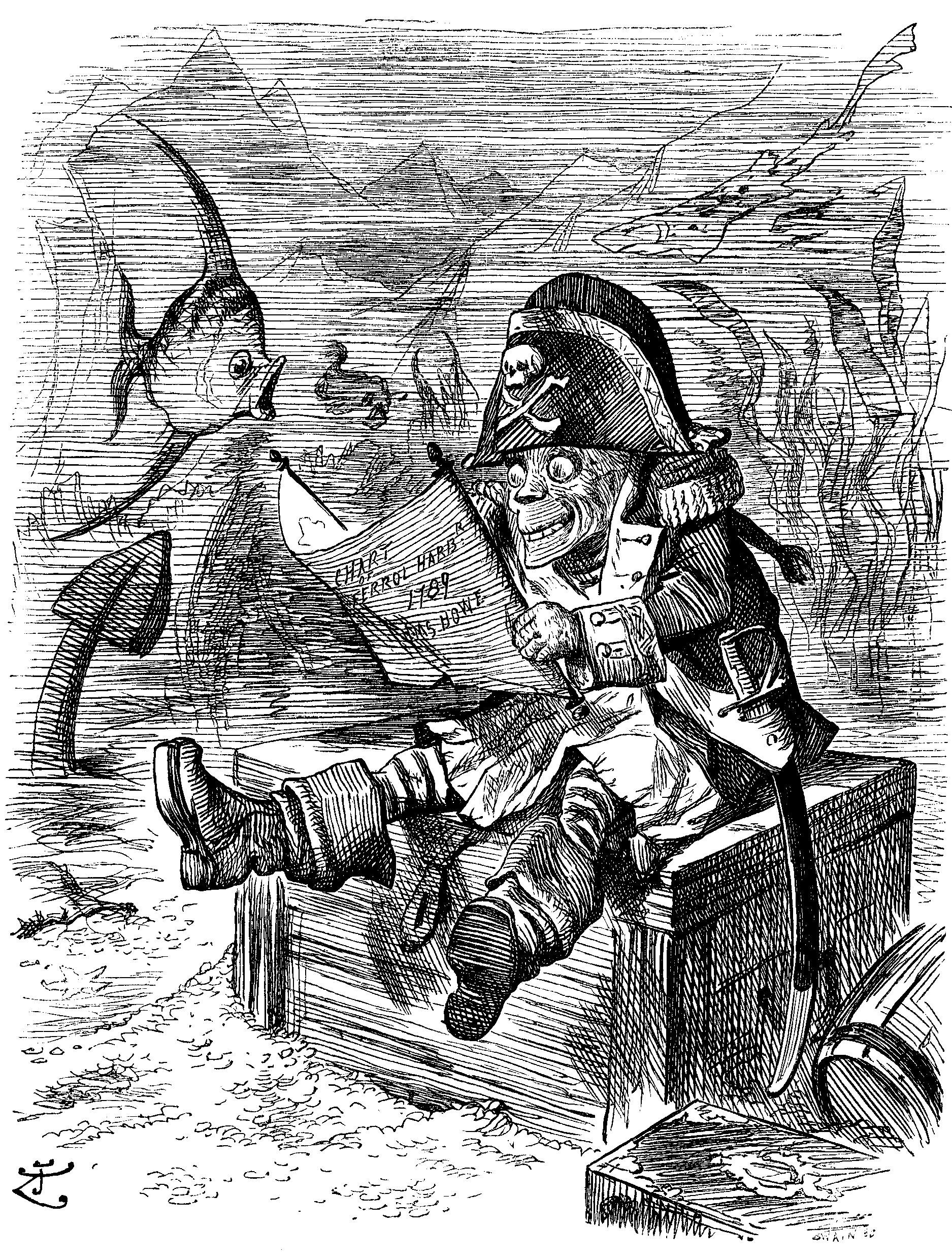
Illustration de Davy Jones, 1892.

 (juin 2023).
Si vous disposez d'ouvrages ou d'articles de référence ou si vous connaissez des sites web de qualité traitant du thème abordé ici, merci de compléter l'article en donnant les références utiles à sa vérifiabilité et en les liant à la section « Notes et références ».
Pour les articles homonymes, voir Jones et Davy Jones.
Davy Jones's locker est une formule utilisée en anglais pour signifier le fond de la mer, là où reposent les marins perdus. « To be sent to Davy Jones's locker » (littéralement : « être envoyé dans le casier de Davy Jones ») est un euphémisme pour décrire la mort en mer, alors Davy Jones est un surnom qui devrait représenter le diable/démon de l'océan. Les origines de ce nom ne sont pas claires et beaucoup de théories ont été avancées.

## Histoire
Une référence récente de Davy Jones nous vient des Aventures de Peregrine Pickle (en).

« Ce même Davy Jones, selon les marins, est le monstre qui précède tous les démons des profondeurs, et il est vu sous différentes formes perché parmi les gréements à la veille des tempêtes, et autres désastres dont la vie en mer est exposée, prévenant les miséreux de la souffrance à venir. »

— Tobias Smolett, publié en 1751.
Le terme apparaît cependant dans bien d'autres nouvelles de la littérature britannique, et l'expression a toujours eu une connotation négative parmi les marins. Les monstres marins ont toujours alimenté les croyances populaires mais le mystère de Davy Jones reste entier quant à ses origines réelles.

## Théories
Les origines sont diverses et beaucoup d'explications ont été proposées.[réf. souhaitée]
- Il a existé un Davy Jones, qui était pirate dans l'océan Indien en 1630, mais les livres ne lui donnent pas tant de réputation.

- Un propriétaire de pub britannique nommé dans Jones's Ale Is New, une chanson de 1594, peut-être celui qui enfermait des marins ivres puis les balançait dans n'importe quel bateau. Cela pourrait aussi être Duffy, un marin myope qui se retrouvait souvent par-dessus bord.

- Le nom pourrait venir de Davy ou Duppy, un terme des Caraïbes qui signifie « fantôme », ou peut-être que Jones est dérivé de Jonas, le personnage biblique. Il serait alors devenu l'ange noir, après avoir été avalé par une baleine.

## Citations dans les médias et autres
Dans Moby-Dick, le second Stubb décrit ainsi la course de la baleinière tractée par une baleine harponnée qui plonge : « Hurrah ! c'est ça qu'éprouve un type quand il se rend chez Davy Jones – on pique sans fin par un plan incliné. – Hurrah ! Cette baleine porte le courrier de l'éternité. »
Dans Pirates des Caraïbes, la saga de Gore Verbinski, Davy Jones est un des principaux antagonistes des deuxième et troisième films, il est alors le capitaine du Hollandais volant. Sa relation tragique avec Calypso, la déesse des mers, l'a blessé, et il s'est replié sur lui-même pour pouvoir commettre des horreurs dans le but de se venger. Il excelle dans les répliques sarcastiques mais laisse apparaître ses blessures dans plusieurs scènes. Il fait également un caméo dans la scène post-générique du cinquième film de la saga.
Dans One Piece, manga à succès d'Eiichiro Oda se déroulant dans un monde qui connaît un grand essor de la piraterie, Davy Jones est un pirate de jadis qui a été maudit et qui vivrait encore au fond des mers. On dit que tout ce qui coule appartient à Davy Jones, c'est pourquoi les pirates l'appellent Davy Back, car à la fin tout lui revient toujours. La légende raconte aussi qu'il serait à l'origine du légendaire jeu pirate Davy Back Fight, dans lequel deux équipages pirates s'affrontent dans le but de voler des membres d'équipage. Outre cela, un personnage nommé Van Der Decken apparaît à partir du chapitre 606, présenté comme étant le descendant du premier Van Der Decken, capitaine du Hollandais volant, vivant au fond des mers (près de l'île des hommes-poissons) et étant maudit.
Dans le jeu vidéo Sea of Thieves, réalisé par Rare et en collaboration avec Pirates des Caraïbes, il est introduit comme antagoniste dans une série de quêtes nommées « Pirate Life's ».

### Davy Jones' locker
De nombreuses œuvres font référence à l'expression anglaise Davy Jones' locker (« casier de Davy Jones », en français) comme la série télévisée d'animation Bob l'éponge, le jeu vidéo Les Aventures de Tintin : Le Secret de La Licorne et le MMORPG Realm of the Mad God. 
Le jeu vidéo Banjo-Tooie fait aussi référence à cette expression, où il s'agit littéralement d'un casier (« locker », en anglais) appartenant à un certain D. Jones. Il est bien sûr situé au fond de la mer (dans le lagon de Joyeux Roger) et le forcer ouvre un passage vers le boss.
Une opération militaire, consistant à se débarrasser d'armes chimiques dans les fonds marins après la Seconde Guerre mondiale, a pris ce nom.

## Littérature
- The Adventures of Peregrine Pickles, Tobias Smolett